# Coop (Suisse)
Pour les articles homonymes, voir Coop.
 (octobre 2021).
Si vous disposez d'ouvrages ou d'articles de référence ou si vous connaissez des sites web de qualité traitant du thème abordé ici, merci de compléter l'article en donnant les références utiles à sa vérifiabilité et en les liant à la section « Notes et références ».
Coop est une société coopérative de la grande distribution, la deuxième en Suisse après son concurrent direct Migros.
Outre le commerce de détail, la coopérative comprend également les restaurants Coop, les magasins d'électronique Interdiscount, les magasins d'électroménager Fust, les magasins de meubles Livique, les magasins de bricolage Jumbo, les parfumeries Import, les pharmacies Coop Vitality, les stations-services Coop, ainsi que 3 hôtels.
Avec environ 86 000 collaborateurs, la coopérative est présente dans plus de 2 250 points de vente en Suisse, avec une surface de vente de 1 853 207 m2. Elle édite un journal hebdomadaire Coopération qui paraît dans trois langues nationales (allemand, français, italien) mais pas en romanche. L'exercice 2017 s'est soldé par un chiffre d'affaires s'élevant à 29,21 milliards de francs suisses, 3,1 % de plus par rapport à 2016. La coopérative Coop n'a aucun lien avec l'entreprise allemande Co op ni avec le groupe italien Coop Italia. Le chiffre d'affaires des ventes au détail est resté stable à 17,405 milliards de francs suisses.

## Présentation
Le groupe Coop, dont le siège est en Suisse, opère dans les secteurs du commerce de détail, du commerce de gros et de la production. Il compte différents formats de magasins dans les domaines de l'alimentaire, du non-alimentaire et des prestations de services. Depuis le rachat de Transgourmet Holding AG, le groupe Coop est également le numéro deux européen du secteur du libre-service et des livraisons en gros. Au total, il compte quelque 2 250 points de vente de détail en Suisse et 139 magasins cash & carry (libre-service de gros) en Suisse et en Europe. Il emploie par ailleurs quelque 85 000 collaborateurs, dont environ 55 000 Suisse.

## Histoire

Logo de Coop utilisé jusqu'en 2001

Les premières sociétés coopératives de consommation ont vu le jour au début du XIXe siècle en Angleterre, avec les pionniers de Rochdale. L'idée est ensuite importée en Suisse par le fabricant de textile glaronais Jean Jeny dans les années 1850. Des sociétés ont alors été fondées dans de nombreuses villes suisses. Après deux tentatives infructueuses en 1853 et 1869, l'Union suisse des sociétés de consommation (de) est fondée à Olten le 11 janvier 1890. Elle regroupe notamment les sociétés de Zurich, Granges, Bienne, Olten et Bâle, qui sera désignée comme société directrice. À la fin de l'année, l'Union rassemble 43 membres et ouvrira en 1892 un premier centre de distribution en gros.
L'Union devient une société coopérative en 1895 (selon la date des statuts originels), au sens du droit coopératif présent dans le premier Code fédéral des obligations de 1883. Elle édite son premier bulletin d'information à l'intention des sociétés affiliées, suivi d'un journal populaire nommé "Coopération" en 1904. En 1915, l'Union rassemble 407 sociétés coopératives. Dès la fin de la Seconde Guerre mondiale, l'Union prend encore de l'importance et ouvre un premier magasin en libre-service à Zurich en 1948 – dix ans plus tard, l'Union en comptera plus de 3 200, pour 572 membres, chiffre jamais dépassé.
Les années 1960 sont mouvementées : l'Union se lance dans la publicité télévisée, mais son chiffre d'affaires est détrôné par celui des coopératives Migros en 1967. 
En 1969, l'Union suisse des sociétés de consommation devient Coop Suisse. Elle fait un premier plan de fusion sur cinq ans ayant pour objectif de réduire le nombre des coopératives régionales de 405 en 1968 à 35 en objectif final. Cette concentration centralise certaines fonctions telles que l'achat, la planification des ventes, la publicité tout en conservant une autonomie au niveau des coopératives. En 5 ans, entre 1000 et 1500 magasins traditionnels disparaissent, et sont remplacés par une centaine de supermarchés. 
En 1979, on en comptera encore 67 et Coop Suisse lancera un deuxième plan de fusion pour atteindre 40 coopératives en 1983.
Dans les années 1990 à 2000, Coop entreprend de nombreux rachats et de nombreuses fusions. En somme, la société coopérative Coop se réorganise pour se rendre plus efficace.
La « Supercard » de Coop est lancée en 2000.
En 2001, Coop prend sa forme actuelle de coopérative unique et sans autres sociétés coopérative à la suite de la fusion des 15 sociétés coopératives régionales.
En 2006, il rejoint Coopernic, un groupement d'achat de coopératives de dimension européenne, réunissant des groupes comme Rewe en Allemagne ou Leclerc en France.
Coop fait l'acquisition de Radio TV Steiner S.A. en 1980 et rachète le réseau des hypermarchés suisses du français Carrefour ainsi que le distributeur d'électroménager Fust en 2007.
Aujourd'hui, Coop ne forme plus qu'une seule coopérative nationale, sous-divisée en quatre régions majeures. Toute l'administration et la logistique ont été centralisées à Bâle, au siège de la coopérative. En 2007, Coop compte 1 739 points de vente.
En 2008, Coop décide d'une norme plus stricte que la norme légale pour la vente d'alcools non distillés (bière, vin et cidre) et de produits à base de tabac, l'âge minimum pour un tel achat passant de 16 à 18 ans.
En septembre 2020, le conseil d'administration de l'entreprise décide de verrouiller l'accès aux élections dans les conseils régionaux internes, supprimant effectivement sa composante démocratique.
En 2021, Coop reprend les 40 sites de bricolage Jumbo appartenant auparavant à la holding Maus Frères, magasins qui complète son réseau de 80 points de vente Coop Brico+Loisirs. Elle fusionne ensuite les deux enseignes sous le nom unique Jumbo.
En 2024, Coop rachète les parts détenues par l'américain Philips 66 et devient le seul propriétaire des 324 magasins de stations services Coop Pronto. 

## Filiales appartenant à Coop

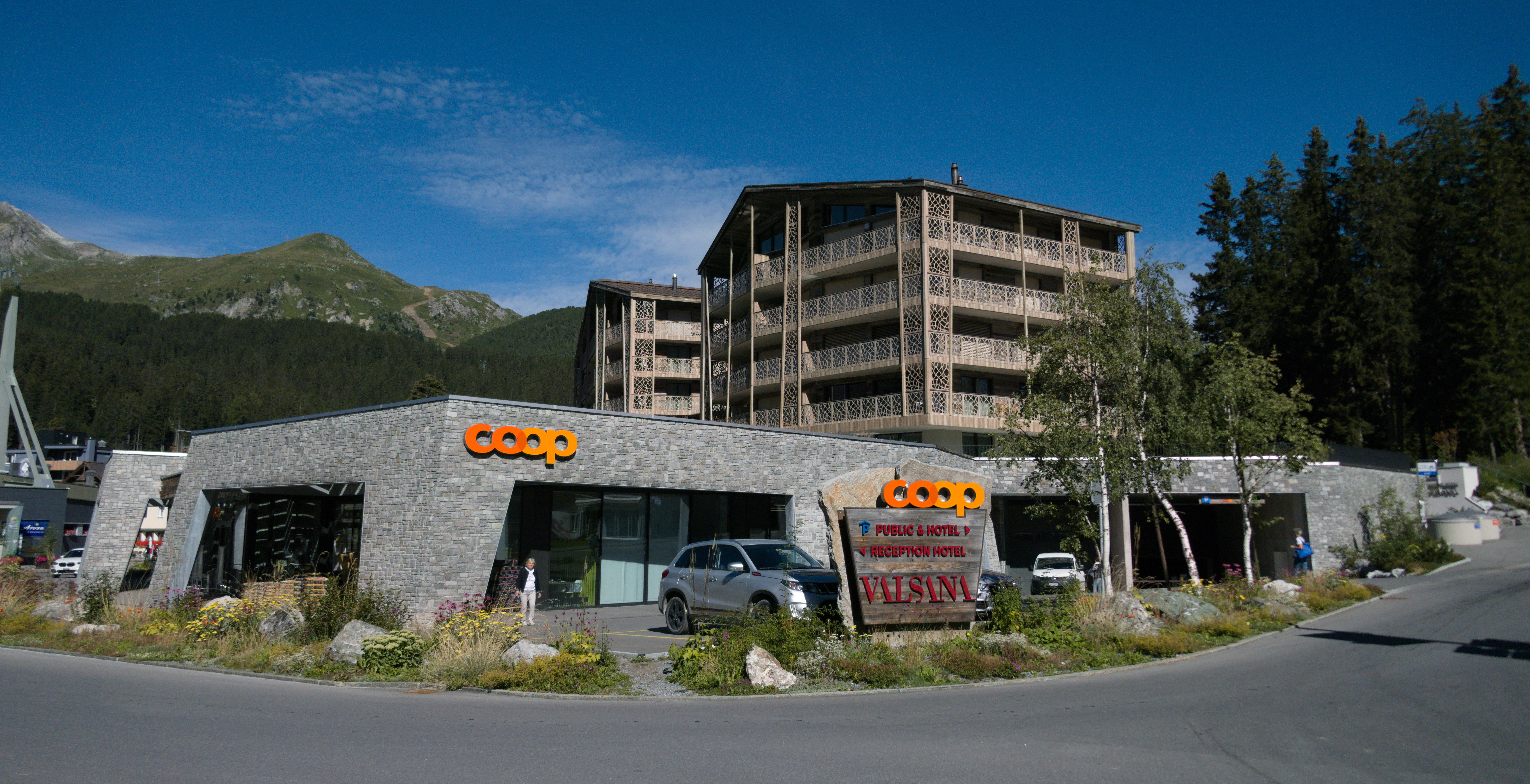
Un supermarché Coop à Arosa, aux Grisons.

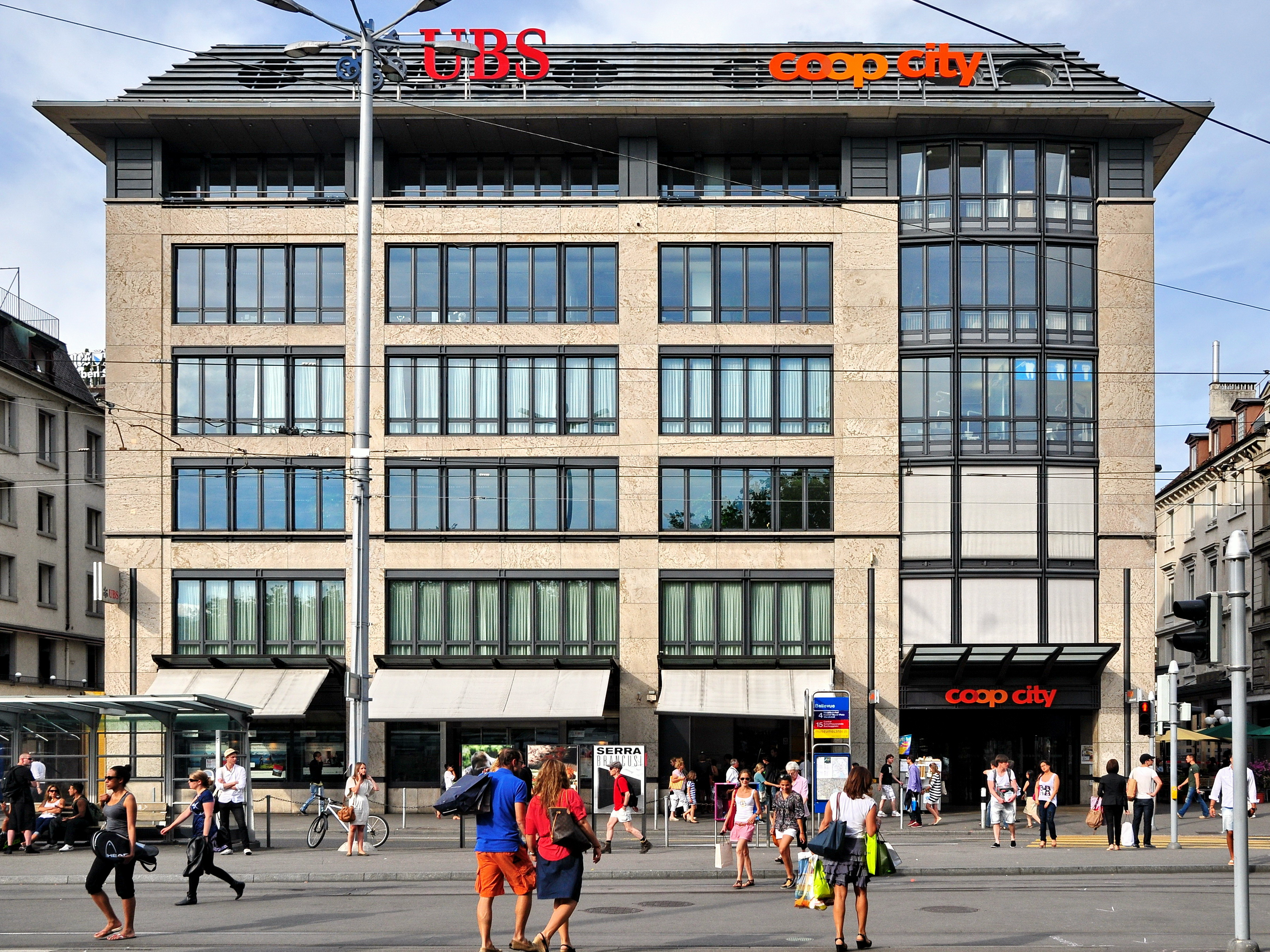
Un grand magasin Coop City à Zurich.

### Points de distribution
- Coop, supermarché et hypermarché ;
- Coop City, grands magasins ;
- Coop Mineraloel, stations service ;
- Coop Pronto, magasin de proximité ;
- Coop to go, vente à emporter ;
- Coop Vitality, pharmacie ;
- Christ, bijouterie ;
- Fust, électronique & électroménager ;
- Import Parfumerie, parfumerie ;
- Fooby, Karma & Sapori d'Italia, magasins spécialisés
- Interdiscount, électronique ;
- Jumbo, bricolage ;
- Livique, meubles ;
- Lumimart, luminaires ;
- Per Piedi, Podologie ;
- The Body Shop Suisse (jusqu'en mai 2025), magasin de soins corporels.

### Services
- Coop Restaurant, restaurants self service ;
- Marché Suisse, restaurants self service ;
- coop.ch, supermarché en ligne ;
- coop-city.ch, grand magasin en ligne ;
- Coop Caisse de dépôt, caisse de dépôt & change de devises ;
- CPV/CAP, caisse de pension ;
- ITS Coop Travel, agence de voyage en ligne ;
- Nettoshop.ch, site d'achat de produits électroniques ;
- Railcare, logistique et transport ferroviaire ;
- Update Fitness, salles de sport ;
- BâleHotels, hôtels.

### Commerce de gros
- Transgourmet, vente en gros en Europe

### Unités de production
- Bell, boucherie ;

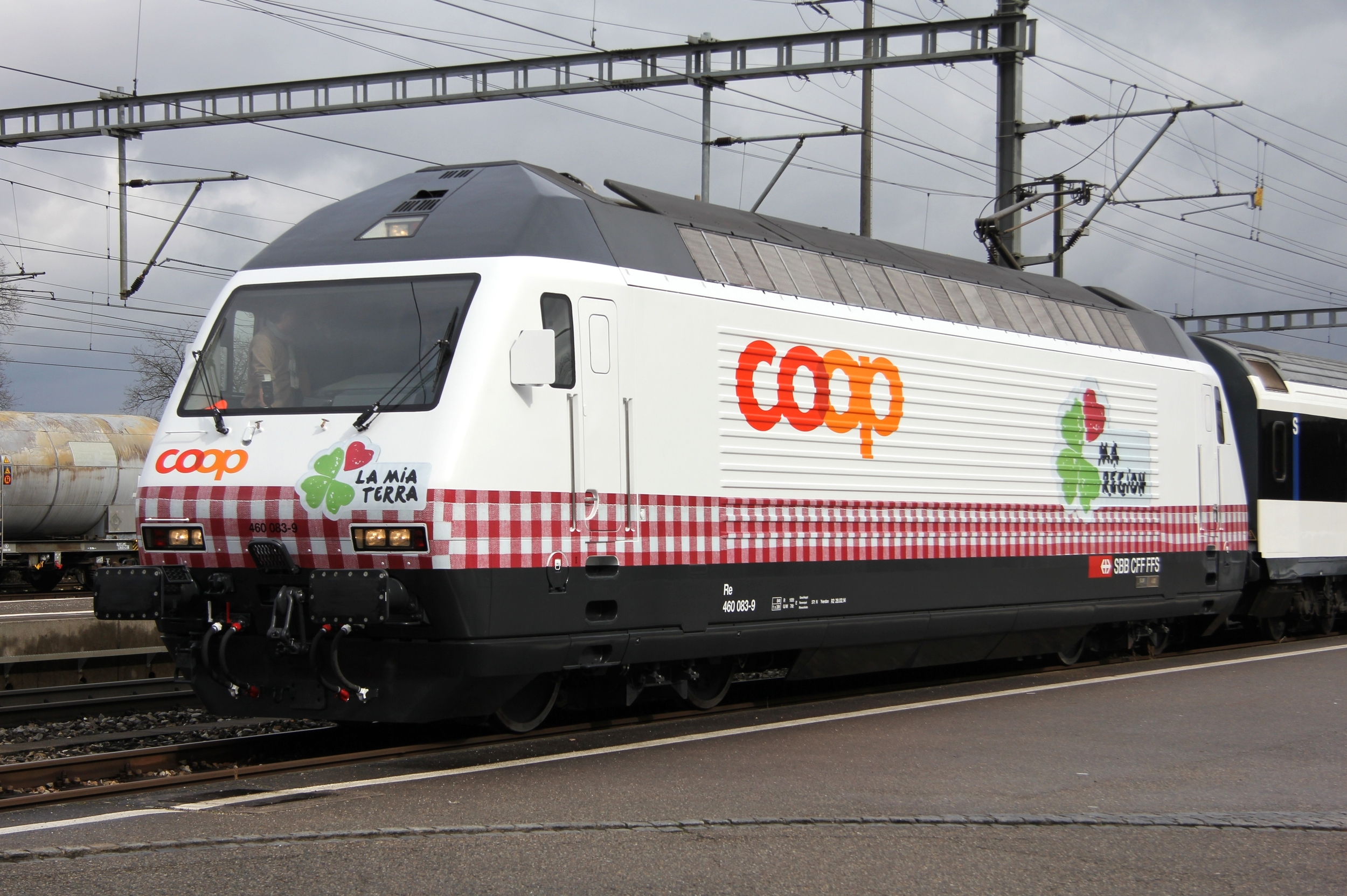
Locomotive Re 460 083-9 en livrée publicitaire Coop.

- Swissmill, transformation céréalière ;
- Pasta Gala, pâtes alimentaires ;
- Chocolats Halba, chocolat ;
- Reismühle Brunnen, riz ;
- Nutrex, vinaigre ;
- Sunray, sucre, huile, fruits à coque et fruits secs ;
- Steinfels Swiss, cosmétiques, lessives, détergents, produits d'hygiène ;
- PearlWater, eau minérale

#### Autres acteurs de la grande distribution en Suisse
- Aldi • Denner • Lidl • Manor • Migros • Volg
- Liste d'enseignes de la grande distribution en Suisse